# Karapürçek
Karapürçek est une ville et un district de la province de Sakarya dans la région de Marmara en Turquie.